# Trevoh Chalobah
Trevoh Tom Chalobah (sinh ngày 5 tháng 7 năm 1999) là cầu thủ bóng đá người Anh thi đấu ở vị trí trung vệ hoặc tiền vệ phòng ngự cho câu lạc bộ  Chelsea và đội tuyển quốc gia Anh.
Chalobah sinh ra tại Freetown, Sierra Leone và anh gia nhập học viện đào tạo trẻ của Chelsea vào năm 2007. Anh từng được Chelsea đem cho mượn tại Ipswich Town, Huddersfield Town và Lorient trước khi thi đấu cho đội một Chelsea từ mùa bóng 2021-22. Ngày 11 tháng 8 năm 2021, anh ra mắt đội một Chelsea tại trận tranh Siêu cúp châu Âu 2021 và có luôn danh hiệu đầu tiên.
Chalobah từng giành chức vô địch Giải vô địch bóng đá U-19 châu Âu 2017 cùng U-19 Anh.

## Sự nghiệp câu lạc bộ

### Chelsea
Chalobah sinh ra tại Freetown, Sierra Leone Anh cùng gia đình chuyển đến Anh khi anh hai tuổi và lớn lên tại Gipsy Hill thuộc Khu Lambeth của Luân Đôn. Chalobah gia nhập học viện đào tạo trẻ của Chelsea khi mới 8 tuổi, nơi người anh ruột của anh Nathaniel cũng là học viên.
Tháng 6 năm 2016, Chalobah ký hợp đồng chuyên nghiệp đầu tiên với Chelsea. Ngày 27 tháng 4 năm 2017, Chelsea đã giành FA Youth Cup lần thứ 4 liên tiếp khi đánh bại đội trẻ của Manchester City 5-1 trong trận lượt về trận chung kết tại Stamford Bridge, trong đó Chalobah là người mở tỷ số trận đấu. Thành tích của Chalobah cho các đội trẻ Chelsea bao gồm một chức vô địch UEFA Youth League (2015–16), hai chức vô địch FA Youth Cup (2015–16 và 2016–17) và một chức vô địch U-18 Premier League (2016–17).
Chalobah được huấn luyện viên Antonio Conte điền tên vào danh sách các cầu thủ Chelsea sẽ tham gia Chung kết Cúp FA 2018 với Manchester United ngày 19 tháng 5 năm 2018 tại Sân vận động Wembley dù chưa ra sân cho đội một lần nào. Chelsea giành chiến thắng 1–0 và Chalobah ngồi dự bị cả trận.

#### Ipswich Town
Tháng 6 năm 2018, Chalobah được Chelsea cho đội bóng thi đấu tại Championship là Ipswich Town mượn trong mùa bóng 2018-19.
Kết thúc mùa giải, Ipswich Town rớt hạng khi đứng cuối bảng EFL Championship 2018-19. Chalobah có tổng cộng 44 lần ra sân và ghi được 2 bàn thắng.

#### Huddersfield Town
Ngày 8 tháng 8 năm 2019, Chalobah lại được Chelsea đem cho mượn tại Huddersfield Town mượn trong mùa bóng 2019-20. Năm ngày sau anh có trận đầu tiên cho Huddersfield Town trong trận thua Lincoln City 1-0 ở vòng 1 Cúp EFL, thi đấu trọn vẹn 90 phút. Ngày 21 tháng 8, anh lập công trong trận đấu với Cardiff City để gỡ hòa 1–1 nhưng Huddersfield Town thua chung cuộc 1–2.
Chalobah có tổng cộng 38 lần ra sân trên mọi mặt trận và ghi được 1 bàn thắng trong thời gian khoác áo Huddersfield Town.

#### Trở lại Chelsea (2021–22)
Chalobah thi đấu tốt trong các trận giao hữu trước mùa giải mới 2021-22 của Chelsea nên vào ngày 11 tháng 8 năm 2021, anh có cơ hội ra mắt đội một Chelsea tại trận tranh Siêu cúp châu Âu 2021 gặp Villarreal. Anh thi đấu trọn vẹn cả 120 phút và được huấn luyện viên trưởng Thomas Tuchel đánh giá cao về màn trình diễn của mình, cũng như có được danh hiệu vô địch cùng Chelsea sau chiến thắng 6-5 trên chấm luân lưu. Ba ngày sau đó, anh có trận đấu đầu tiên tại Premier League với đối thủ là Crystal Palace và anh đã trở thành người ấn định tỷ số 3-0 của trận đấu thuộc về Chelsea với một cú sút xa đẹp mắt. Chalobah là cầu thủ trẻ thứ hai ghi bàn cho Chelsea ngay ở trận ra mắt tại Premier League.
Ngày 2 tháng 10, trong chiến thắng 3-1 trước Southampton ở vòng 7 Ngoại hạng Anh, anh là tác giả của bàn mở tỷ số cho Chelsea ở phút thứ 9 với tình huống chọn vị trí đánh đầu chuẩn xác và thi đấu chắc chắn trong suốt thời gian còn lại của trận đấu. Ngày 23 tháng 10, anh có pha cứu thua ngay trên vạch vôi bảo toàn 3 điểm cho Chelsea để tiếp tục giữ đỉnh bảng Ngoại hạng Anh trong chiến thắng sát nút 1-0 trước Brentford. Ngày 4 tháng 11, Chalobah ký hợp đồng mới có thời hạn đến năm 2026 với Chelsea.
Ngày 23 tháng 11, Chalobah mở tỉ số ở phút 25 trận đấu với Juventus tại lượt đấu áp chót bảng H Champions League 2021-22 ngay trong trận đấu đầu tiên của mình tại Champions League. Ngày 27 tháng 2 năm 2022, Chalobah chơi trọn vẹn 120 phút trận Chung kết Cúp EFL 2022 và thậm chí ghi bàn trong loạt luân lưu thua Liverpool 10-11 dù đã gặp chấn thương khá nặng trong trận. Ngày 10 tháng 3, anh là người mở tỉ số đem về chiến thắng 3-1 cho Chelsea trước Norwich City ở trận đấu vòng 30 Ngoại hạng Anh.
Chalobah tiếp tục được tin tưởng đá chính trong trận Chung kết Cúp FA 2022 và một lần nữa Chelsea lại bị đối thủ này đánh bại trên chấm luân lưu với tỷ số 6-5. Anh kết thúc mùa giải đầu tiên trong đội hình một của Chelsea với 30 trận trên mọi đấu trường và ghi được 4 bàn thắng.

#### 2022-24
Ngày 29 tháng 10 năm 2022, Chalobah đá phản lưới nhà trong trận Chelsea thua Brighton 4-1 tại Premier League. Anh có tổng cộng 33 lần ra sân cho Chelsea trên mọi đấu trường mùa giải 2022-23.
Ngày 2 tháng 5 năm 2024, ở trận đấu bù vòng 26 Giải bóng đá Ngoại hạng Anh 2023–24 với Tottenham, Chalobah đánh đầu vào góc cao mở tỷ số cho Chelsea trong chiến thắng 2-0 chung cuộc. Chalobah có 17 lần ra sân trong mùa giải 2023-24 và thường xuyên có mặt trong đội hình xuất phát của huấn luyện viên Mauricio Pochettino trong giai đoạn cuối mùa nhưng anh bị tân huấn luyện viên Enzo Maresca loại ra khỏi chuyến du đấu vào mùa hè 2024 và sau đó anh cũng bị cấm sử dụng các trang thiết bị và cơ sở tập luyện cùng đội một.

#### Cho mượn đến Crystal Palace và trở lại Chelsea (2024-25)
Ngày 30 tháng 8 năm 2024, Chalobah chuyển đến Crystal Palace theo hợp đồng cho mượn có thời hạn một mùa bóng. Tuy nhiên do chấn thương nên đến ngày 5 tháng 10 anh mới có trận ra mắt cho Crystal Palace trong trận thua Liverpool 1-0 tại Premier League. Ngày 2 tháng 11, anh ghi bàn thắng đầu tiên cho Crystal Palace chính là bàn mở tỉ số trong trận hòa kịch tính 2-2 với Wolverhampton. Ngày 15 tháng 12, Chalobah tiếp tục là người mở tỉ số và lần này bàn mở điểm của anh đã đem về chiến thắng 3-1 trước Brighton. Hai tuần sau đó, Chalobah gỡ hòa để giúp Crystal Palace lội ngược dòng đánh bại Southampton 2-1.
Ngày 15 tháng 1 năm 2025, Chalobah được Chelsea gọi về do hàng loạt cầu thủ ở vị trí hậu vệ gặp chấn thương. Vào thời điểm kết thúc hợp đồng cho mượn, Chalobah đã chơi 14 trận cho Crystal Palace, ghi ba bàn thắng. Ngay trong trận đầu trở lại Chelsea ngày 20 tháng 1 gặp Wolverhampton, anh đã có pha đánh đầu từ quả phạt góc để tạo điều kiện cho đồng đội Noni Madueke đệm bóng ở khoảng cách gần ấn định chiến thắng 3-1 cho Chelsea.

## Danh hiệu

### Câu lạc bộ

#### Chelsea
- UEFA Conference League: 2024–25
- UEFA Super Cup: 2021
- FIFA Club World Cup: 2021, 2025

### Quốc tế

#### U-19 Anh
- Giải vô địch bóng đá U-19 châu Âu: 2017